# 霍夫魏爾湖 (萊希河畔蘭茨貝格縣)
47°54′42″N 10°47′41″E / 47.91178298°N 10.79483986°E

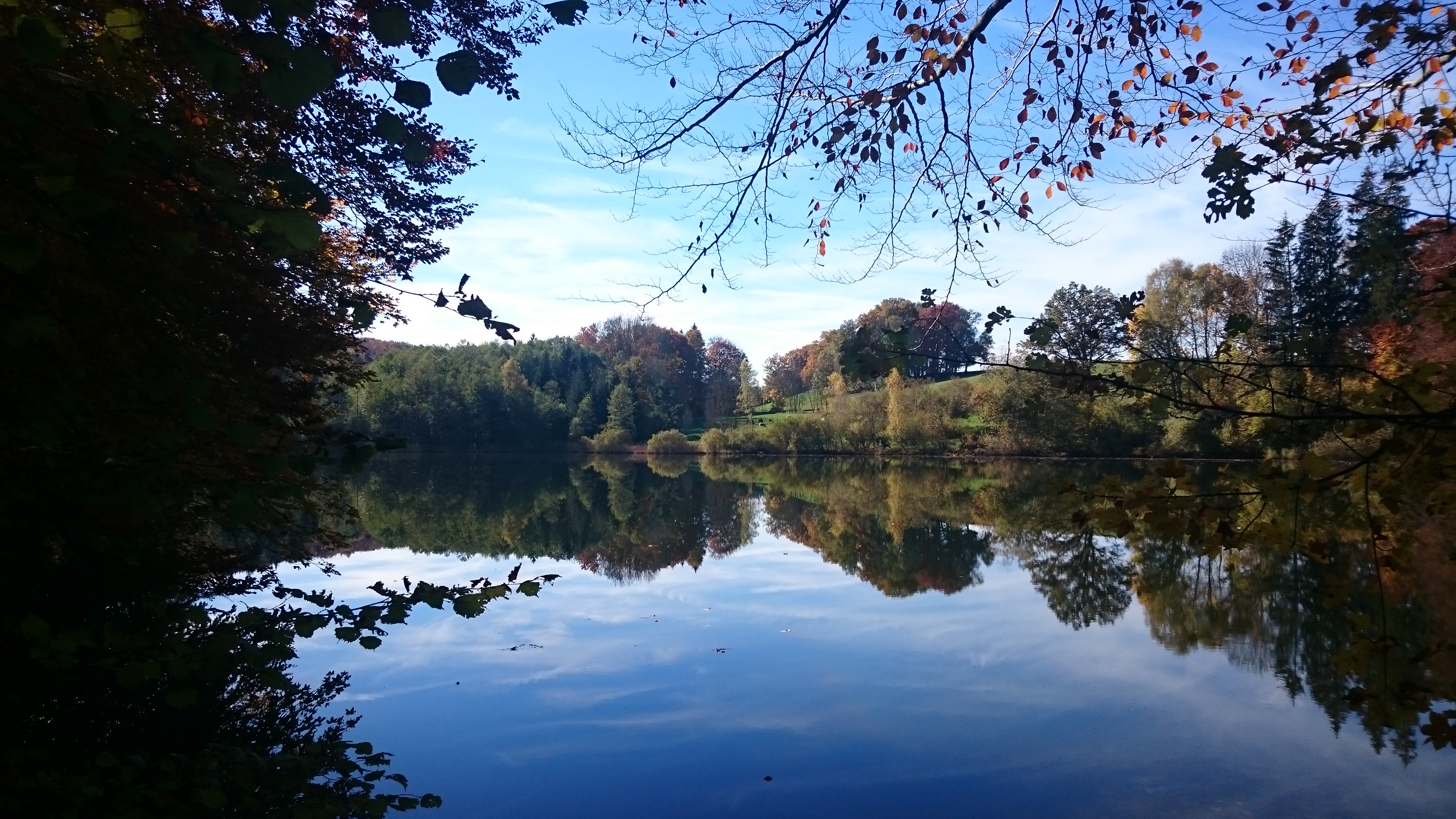

霍夫魏爾湖（德語：Hofweiher），是德國的湖泊，位於該國東南部，由巴伐利亞州負責管轄，處於萊希河畔蘭茨貝格縣，長0.23公里、寬0.07公里，面積0.01平方公里，海拔高度709米，湖岸線長度0.6公里。